# Llista de topònims de Cercs
Llista de topònims (noms propis de lloc) del municipi de Cercs, al Berguedà
Informació actualitzada per un bot. Els canvis manuals es perdran quan s'actualitzi!

## carrer
| imatge | Nom                    | Ubicat a | instància de | Detalls                     | coordenades                                          | Protecció                                  | Commons (més fotos)            | Dades a WD                    |
| ------ | ---------------------- | -------- | ------------ | --------------------------- | ---------------------------------------------------- | ------------------------------------------ | ------------------------------ | ----------------------------- |
|        | Carrer Cap de la Costa | Cercs    | carrer       |                             | 42° 08′ 52″ N, 1° 51′ 44″ E / 42.147817°N,1.862277°E | bé cultural d'interès local                | Carrer Cap de la Costa (Cercs) | Modifica les dades a Wikidata |
|        | Carrer Major de Cercs  | Cercs    | carrer       | Estil: arquitectura popular | 42° 08′ 49″ N, 1° 51′ 35″ E / 42.146821°N,1.859708°E | bé integrant del patrimoni cultural català | Carrer Major de Cercs          | Modifica les dades a Wikidata |

## casa
| imatge | Nom                        | Ubicat a | instància de | Detalls                                        | coordenades | Protecció                   | Commons (més fotos)        | Dades a WD                    |
| ------ | -------------------------- | -------- | ------------ | ---------------------------------------------- | --- | --------------------------- | -------------------------- | ----------------------------- |
|        | Cal Co                     | Cercs    | casa         | Estil: arquitectura popular 19th century       | 42° 08′ 46″ N, 1° 51′ 35″ E / 42.146141°N,1.859657°E ca:Dins el nucli de Cercs. Carretera de Ribes, 21. 08698 Cercs                            | bé cultural d'interès local |                            | Modifica les dades a Wikidata |
|        | Cal Rovira                 | Cercs    | casa         | Estil: arquitectura popular 18th century       | 42° 08′ 48″ N, 1° 51′ 38″ E / 42.146595°N,1.860508°E ca:C. Major, 14                                                                           | bé cultural d'interès local | Cal Rovira (Cercs)         | Modifica les dades a Wikidata |
|        | Cal Tuyes                  | Cercs    | casa         | Estil: arquitectura neoclàssica                | 42° 08′ 46″ N, 1° 51′ 37″ E / 42.14609°N,1.860402°E                                                                                            | bé cultural d'interès local |                            | Modifica les dades a Wikidata |
|        | Cal Tuyes                  | Cercs    | casa         | Estil: arquitectura neoclàssica                | 42° 08′ 53″ N, 1° 51′ 41″ E / 42.14795°N,1.86149°E ca:Dins el nucli de Cercs. Carretera de Ribes, 14-16. 08698 Cercs                           |                             |                            | Modifica les dades a Wikidata |
|        | Capdevila                  | Cercs    | casa         |                                                | 42° 11′ 14″ N, 1° 51′ 23″ E / 42.18728°N,1.856369°E ca:A la part superior de la barrida de 'Els Tilos' de Sant Corneli.                        | bé cultural d'interès local |                            | Modifica les dades a Wikidata |
|        | Casa Vella de la Rodonella | Cercs    | casa         | Estil: arquitectura popular 19th century       | 42° 09′ 47″ N, 1° 51′ 21″ E / 42.163174°N,1.85581°E ca:Barriada de la Rodonella, banda esquerre direcció Bagà, de la ctra. C-1411              | bé cultural d'interès local | Casa Vella de la Rodonella | Modifica les dades a Wikidata |
|        | Torre del Comte de Fígols  | Cercs    | casa masia   | Estil: historicisme arquitectònic 20th century | 42° 10′ 48″ N, 1° 51′ 45″ E / 42.18°N,1.8625°E ca:A la zona de la Consolació. Situada per sobre de l'antic santuari i prop de la ctra. BV-4025 | bé cultural d'interès local | Torre del Comte de Fígols  | Modifica les dades a Wikidata |

## castell
| imatge | Nom                     | Ubicat a | instància de | Detalls                      | coordenades                                                            | Protecció                                            | Commons (més fotos)   | Dades a WD                    |
| ------ | ----------------------- | -------- | ------------ | ---------------------------- | ---------------------------------------------------------------------- | ---------------------------------------------------- | --------------------- | ----------------------------- |
|        | Castell de Blancafort   | Cercs    | castell      | Estil: arquitectura romànica | 42° 07′ 45″ N, 1° 50′ 15″ E / 42.12927°N,1.83752°E 1175 msnm           | bé d'interès cultural bé cultural d'interès nacional | Castell de Blancafort | Modifica les dades a Wikidata |
|        | Castell de Puigarbessós | Cercs    | castell      | Estil: arquitectura romànica | 42° 07′ 14″ N, 1° 53′ 20″ E / 42.1205583333°N,1.88899444444°E 894 msnm | bé cultural d'interès local                          |                       | Modifica les dades a Wikidata |

## edifici
| imatge | Nom                                          | Ubicat a                | instància de                | Detalls                       | coordenades | Protecció                                  | Commons (més fotos)                          | Dades a WD                    |
| ------ | -------------------------------------------- | ----------------------- | --------------------------- | ----------------------------- | --- | ------------------------------------------ | -------------------------------------------- | ----------------------------- |
|        | Cine-teatre de Sant Corneli                  | Cercs                   | edifici                     | 20th century                  | 42° 11′ 02″ N, 1° 51′ 10″ E / 42.183958°N,1.852893°E ca:A Colònia minera de Sant Corneli, sobre el carrer de l'economat. | bé cultural d'interès local                |                                              | Modifica les dades a Wikidata |
|        | Edificis d'habitatge al carrer Santa Bàrbara | Colònia de Sant Corneli | edifici edifici residencial | Estil: arquitectura eclèctica | 42° 11′ 05″ N, 1° 51′ 12″ E / 42.184707°N,1.853307°E                                                                     | bé integrant del patrimoni cultural català | Edificis d'habitatge al carrer Santa Bàrbara | Modifica les dades a Wikidata |
|        | Forats a la roca sota el pont                | Cercs                   | edifici                     | Estil: arquitectura popular   | 42° 06′ 22″ N, 1° 52′ 50″ E / 42.106177°N,1.880643°E                                                                     | bé cultural d'interès local                |                                              | Modifica les dades a Wikidata |
|        | Fàbrica del Gas Pobre                        | Cercs                   | edifici                     | Estil: arquitectura popular   | 42° 11′ 06″ N, 1° 51′ 35″ E / 42.185°N,1.8597222222222°E                                                                 | bé cultural d'interès local                |                                              | Modifica les dades a Wikidata |
|        | Hostal-Masia L'Estany Clar                   | Cercs                   | edifici                     | Estil: arquitectura popular   | 42° 06′ 58″ N, 1° 51′ 15″ E / 42.116247°N,1.854096°E                                                                     | bé cultural d'interès local                |                                              | Modifica les dades a Wikidata |

## entitat singular de població
| imatge | Nom                     | Ubicat a | instància de                                   | Detalls                             | coordenades                                                                  | Protecció                   | Commons (més fotos)         | Dades a WD                    |
| ------ | ----------------------- | -------- | ---------------------------------------------- | ----------------------------------- | ---------------------------------------------------------------------------- | --------------------------- | --------------------------- | ----------------------------- |
|        | Cercs                   | Cercs    | entitat singular de població capital municipal | 254 hab                             | 42° 08′ 45″ N, 1° 51′ 40″ E / 42.1459154°N,1.86107563°E 640 msnm             |                             |                             | Modifica les dades a Wikidata |
|        | Colònia de Sant Corneli | Cercs    | entitat singular de població                   | Estil: arquitectura popular 101 hab | 42° 11′ 01″ N, 1° 51′ 14″ E / 42.183611111111°N,1.8538888888889°E 1001 msnm  | bé cultural d'interès local | Colònia de Sant Corneli     | Modifica les dades a Wikidata |
|        | Sant Jordi de Cercs     | Cercs    | entitat singular de població                   | 1970s 647 hab                       | 42° 09′ 06″ N, 1° 51′ 24″ E / 42.151666666667°N,1.8566666666667°E 720 msnm   |                             | Sant Jordi de Cercs (nucli) | Modifica les dades a Wikidata |
|        | Sant Josep              | Cercs    | entitat singular de població                   | 24 hab                              | 42° 10′ 59″ N, 1° 51′ 43″ E / 42.18303872°N,1.86193535°E 775 msnm            |                             |                             | Modifica les dades a Wikidata |
|        | la Rodonella            | Cercs    | entitat singular de població                   | 167 hab                             | 42° 09′ 46″ N, 1° 51′ 14″ E / 42.1627941876409°N,1.85388305264483°E 709 msnm |                             |                             | Modifica les dades a Wikidata |

## església
| imatge | Nom                                   | Ubicat a | instància de                 | Detalls                                                                | coordenades | Protecció                                            | Commons (més fotos)                   | Dades a WD                    |
| ------ | ------------------------------------- | -------- | ---------------------------- | ---------------------------------------------------------------------- | --- | ---------------------------------------------------- | ------------------------------------- | ----------------------------- |
|        | Ermita de Sant Jordi de Cercs         | Cercs    | església                     | Estil: arquitectura romànica                                           | 42° 09′ 09″ N, 1° 51′ 07″ E / 42.152554°N,1.851904°E                                                                 | bé cultural d'interès local                          | Sant Jordi de Cercs                   | Modifica les dades a Wikidata |
|        | Mare de Déu de la Consolació de Cercs | Cercs    | església                     | Estil: arquitectura barroca 17th century                               | 42° 10′ 46″ N, 1° 51′ 47″ E / 42.179551°N,1.863065°E ca:Instal·lacions de Carbons de Berguedà, la Rodonella 660 msnm | bé cultural d'interès local                          | Mare de Déu de la Consolació de Cercs | Modifica les dades a Wikidata |
|        | Mare de Déu de la Rodonella           | Cercs    | església                     |                                                                        | 42° 09′ 49″ N, 1° 51′ 22″ E / 42.1635001628139°N,1.85603719765369°E                                                  |                                                      |                                       | Modifica les dades a Wikidata |
|        | Sant Corneli de Cercs                 | Cercs    | església església parroquial | Estil: historicisme arquitectònic                                      | 42° 11′ 03″ N, 1° 51′ 08″ E / 42.184131°N,1.852187°E                                                                 | bé cultural d'interès local                          | Església de Sant Corneli              | Modifica les dades a Wikidata |
|        | Sant Quirze de Pedret                 | Cercs    | església                     | Estil: art preromànic arquitectura romànica Dedicat a: Quirze          | 42° 06′ 27″ N, 1° 53′ 01″ E / 42.107457°N,1.883634°E ca:camí de Pedret fr:chemin de Pedret                           | bé d'interès cultural bé cultural d'interès nacional | Sant Quirze de Pedret                 | Modifica les dades a Wikidata |
|        | Santa Maria de Cercs                  | Cercs    | església església parroquial | Estil: arquitectura popular 18th century                               | 42° 08′ 47″ N, 1° 51′ 34″ E / 42.14646°N,1.85937°E ca:C/ de l'Església núm.11. Cercs                                 | bé cultural d'interès local                          | Santa Maria de Cercs                  | Modifica les dades a Wikidata |
|        | Santa Maria de la Baells              | Cercs    | església edifici desaparegut | Estil: arquitectura romànica 12nd century Estat: enderrocat o destruït | 42° 09′ 49″ N, 1° 51′ 19″ E / 42.163555°N,1.855198°E ca:Desmuntada i depositada a la Rodonella                       | bé integrant del patrimoni cultural català           | Santa Maria de la Baells              | Modifica les dades a Wikidata |

## font
| imatge | Nom                     | Ubicat a | instància de | Detalls      | coordenades | Protecció | Commons (més fotos) | Dades a WD                    |
| ------ | ----------------------- | -------- | ------------ | ------------ | --- | --------- | ------------------- | ----------------------------- |
|        | Font gran               | Cercs    | font         | 20th century | 42° 08′ 43″ N, 1° 51′ 30″ E / 42.14534°N,1.85839°E ca:Al peu del torrent de les Garrigues, just a l'entrada del poble venint del sud. |           |                     | Modifica les dades a Wikidata |
|        | font Salada             | Cercs    | font         |              | 42° 08′ 07″ N, 1° 48′ 08″ E / 42.135348986055°N,1.8021618930061°E                                                                     |           |                     | Modifica les dades a Wikidata |
|        | font de Santa Margarida | Cercs    | font         |              | 42° 08′ 18″ N, 1° 49′ 35″ E / 42.138300404818°N,1.8263074334482°E                                                                     |           |                     | Modifica les dades a Wikidata |
|        | font de Tot Dia         | Cercs    | font         |              | 42° 08′ 08″ N, 1° 52′ 39″ E / 42.1355772058256°N,1.87755796887262°E                                                                   |           |                     | Modifica les dades a Wikidata |
|        | font de la Covil        | Cercs    | font         |              | 42° 06′ 46″ N, 1° 53′ 58″ E / 42.112906414215°N,1.8993507638405°E                                                                     |           |                     | Modifica les dades a Wikidata |
|        | font del Paulàs         | Cercs    | font         |              | 42° 09′ 16″ N, 1° 49′ 12″ E / 42.154446346596°N,1.8199572806516°E                                                                     |           |                     | Modifica les dades a Wikidata |

## jaciment arqueològic
| imatge | Nom            | Ubicat a | instància de                             | Detalls | coordenades                                                                   | Protecció                   | Commons (més fotos) | Dades a WD                    |
| ------ | -------------- | -------- | ---------------------------------------- | ------- | ----------------------------------------------------------------------------- | --------------------------- | ------------------- | ----------------------------- |
|        | Vilosiu        | Cercs    | jaciment arqueològic mas rònec despoblat |         | 42° 08′ 03″ N, 1° 50′ 00″ E / 42.1340371411155°N,1.83332371093046°E 1090 msnm |                             |                     | Modifica les dades a Wikidata |
|        | Vilossiu Mas A | Cercs    | jaciment arqueològic masia               |         |                                                                               | bé cultural d'interès local |                     | Modifica les dades a Wikidata |
|        | Vilossiu Mas B | Cercs    | jaciment arqueològic masia               |         |                                                                               | bé cultural d'interès local |                     | Modifica les dades a Wikidata |

## línia de ferrocarril
| imatge | Nom                                                                     | Ubicat a | instància de         | Detalls      | coordenades                                          | Protecció                   | Commons (més fotos)                            | Dades a WD                    |
| ------ | ----------------------------------------------------------------------- | -------- | -------------------- | ------------ | ---------------------------------------------------- | --------------------------- | ---------------------------------------------- | ----------------------------- |
|        | Antic traçat del ferrocarril Manresa-Guardiola                          | Cercs    | línia de ferrocarril | 19th century | 42° 04′ 21″ N, 1° 52′ 13″ E / 42.0726°N,1.87028°E    | bé cultural d'interès local | Antic traçat del ferrocarril Manresa-Guardiola | Modifica les dades a Wikidata |
|        | Antic traçat del ferrocarril Peguera-Cercs                              | Cercs    | línia de ferrocarril |              | 42° 10′ 47″ N, 1° 51′ 49″ E / 42.179772°N,1.863692°E | bé cultural d'interès local |                                                | Modifica les dades a Wikidata |
|        | Antic traçat tramvia de Sang de Berga - Mines de Fígols - la Consolació | Cercs    | línia de ferrocarril |              | 42° 10′ 31″ N, 1° 51′ 08″ E / 42.175241°N,1.85234°E  | bé cultural d'interès local |                                                | Modifica les dades a Wikidata |

## masia
| imatge | Nom                               | Ubicat a | instància de | Detalls                                  | coordenades | Protecció                                  | Commons (més fotos)   | Dades a WD                    |
| ------ | --------------------------------- | -------- | ------------ | ---------------------------------------- | --- | ------------------------------------------ | --------------------- | ----------------------------- |
|        | Ca la Bòrnia                      | Cercs    | masia        |                                          | 42° 08′ 44″ N, 1° 51′ 37″ E / 42.1456736385423°N,1.86024300557281°E ca:Ctra. de Ribes,6. 08698 Cercs                                                      |                                            |                       | Modifica les dades a Wikidata |
|        | Cal Curt                          | Cercs    | masia        | Estil: arquitectura popular 19th century | 42° 08′ 35″ N, 1° 50′ 50″ E / 42.143125°N,1.847131°E ca:A la zona central del municipi, prop del camí que porta a la Casanova de les Garrigues.           | bé cultural d'interès local                |                       | Modifica les dades a Wikidata |
|        | Cal Fanguer                       | Cercs    | masia        |                                          | 42° 08′ 38″ N, 1° 51′ 44″ E / 42.1438387361036°N,1.86229691681021°E                                                                                       |                                            |                       | Modifica les dades a Wikidata |
|        | Cal Fortaner                      | Cercs    | masia        | Estil: arquitectura popular              | 42° 09′ 11″ N, 1° 51′ 05″ E / 42.153171°N,1.851409°E | bé cultural d'interès local                |                       | Modifica les dades a Wikidata |
|        | Cal Gorra de Baix                 | Cercs    | masia        |                                          | 42° 10′ 42″ N, 1° 50′ 46″ E / 42.178430726125°N,1.8459724295425°E                                                                                         |                                            |                       | Modifica les dades a Wikidata |
|        | Cal Martí Ferrer                  | Cercs    | masia        |                                          | 42° 08′ 43″ N, 1° 51′ 38″ E / 42.145360879648°N,1.86049065740805°E                                                                                        |                                            |                       | Modifica les dades a Wikidata |
|        | Cal Puigseguí                     | Cercs    | masia        |                                          | 42° 08′ 39″ N, 1° 51′ 41″ E / 42.1441979634335°N,1.86128603157109°E                                                                                       |                                            |                       | Modifica les dades a Wikidata |
|        | Cal Queralt                       | Cercs    | masia        |                                          | 42° 08′ 42″ N, 1° 51′ 39″ E / 42.1449216945175°N,1.86070426774818°E                                                                                       |                                            |                       | Modifica les dades a Wikidata |
|        | Cal Ros                           | Cercs    | masia        | Estil: arquitectura popular              | 42° 07′ 18″ N, 1° 50′ 46″ E / 42.12153°N,1.846034°E | bé cultural d'interès local                |                       | Modifica les dades a Wikidata |
|        | Cal Serret                        | Cercs    | masia        |                                          | 42° 08′ 43″ N, 1° 51′ 37″ E / 42.1451967525501°N,1.86028786643418°E                                                                                       |                                            |                       | Modifica les dades a Wikidata |
|        | Cal Torner                        | Cercs    | masia        | Estil: arquitectura popular              | 42° 09′ 07″ N, 1° 50′ 05″ E / 42.15192°N,1.834711°E ca:Al Pla de Cal Torner, a la zona nord-oest del municipi.                                            | bé cultural d'interès local                |                       | Modifica les dades a Wikidata |
|        | Cal Xel                           | Cercs    | masia        | Estil: arquitectura popular              | 42° 08′ 34″ N, 1° 50′ 50″ E / 42.142701°N,1.847102°E | bé cultural d'interès local                |                       | Modifica les dades a Wikidata |
|        | Can Planes                        | Cercs    | masia        | Estil: arquitectura popular              | 42° 08′ 05″ N, 1° 52′ 01″ E / 42.13464°N,1.866911°E | bé cultural d'interès local                |                       | Modifica les dades a Wikidata |
|        | Can Vilaformiu                    | Cercs    | masia        | Estil: arquitectura popular              | 42° 06′ 54″ N, 1° 50′ 40″ E / 42.115025°N,1.844471°E | bé integrant del patrimoni cultural català |                       | Modifica les dades a Wikidata |
|        | Casa Bossoms                      | Cercs    | masia        | Estil: arquitectura popular              | 42° 06′ 15″ N, 1° 54′ 34″ E / 42.104243°N,1.909468°E | bé cultural d'interès local                |                       | Modifica les dades a Wikidata |
|        | Casa Santa Maria de les Garrigues | Cercs    | masia        | Estil: arquitectura popular              | 42° 08′ 00″ N, 1° 49′ 57″ E / 42.133294°N,1.832378°E | bé cultural d'interès local                |                       | Modifica les dades a Wikidata |
|        | Casa d'en Vilar                   | Cercs    | masia        |                                          | 42° 09′ 52″ N, 1° 51′ 44″ E / 42.164570190754°N,1.86220394490182°E                                                                                        |                                            |                       | Modifica les dades a Wikidata |
|        | Casa de la Mina                   | Cercs    | masia        |                                          | 42° 08′ 54″ N, 1° 50′ 58″ E / 42.1482592530369°N,1.84949790784359°E                                                                                       |                                            |                       | Modifica les dades a Wikidata |
|        | Casa del Guarda                   | Cercs    | masia        |                                          | 42° 07′ 11″ N, 1° 52′ 38″ E / 42.1196249680064°N,1.87734358919969°E                                                                                       |                                            |                       | Modifica les dades a Wikidata |
|        | Casa el Galló                     | Cercs    | masia        | Estil: arquitectura popular              | 42° 09′ 04″ N, 1° 51′ 10″ E / 42.151087°N,1.852839°E | bé cultural d'interès local                |                       | Modifica les dades a Wikidata |
|        | Casanova de les Garrigues         | Cercs    | masia        | Estil: arquitectura popular              | 42° 08′ 11″ N, 1° 49′ 33″ E / 42.136257°N,1.825777°E ca:A la zona central del municipi, a l'àrea denominada les Garrigues o Vilosiu.                      | bé cultural d'interès local                |                       | Modifica les dades a Wikidata |
|        | Caselles                          | Cercs    | masia        | Estil: arquitectura popular              | 42° 08′ 21″ N, 1° 50′ 17″ E / 42.13929°N,1.837968°E ca:A la part central del municipi, prop del torrent de les Garrigues.                                 | bé cultural d'interès local                |                       | Modifica les dades a Wikidata |
|        | Llavaig                           | Cercs    | masia        |                                          | 42° 05′ 34″ N, 1° 54′ 13″ E / 42.092706537429°N,1.90357455562211°E                                                                                        |                                            |                       | Modifica les dades a Wikidata |
|        | Merolla                           | Cercs    | masia        |                                          | 42° 07′ 35″ N, 1° 51′ 06″ E / 42.1262513690797°N,1.85163841622122°E ca:A la zona central del terme municipal.                                             |                                            |                       | Modifica les dades a Wikidata |
|        | Miralles                          | Cercs    | masia        | Estil: arquitectura popular 17th century | 42° 07′ 31″ N, 1° 52′ 09″ E / 42.125371°N,1.869127°E ca:A la zona de la Baells, prop de la carretera C-26.                                                | bé cultural d'interès local                |                       | Modifica les dades a Wikidata |
|        | Santaeugènia                      | Cercs    | masia        |                                          | 42° 06′ 19″ N, 1° 53′ 41″ E / 42.1052495520364°N,1.89483185243867°E                                                                                       |                                            |                       | Modifica les dades a Wikidata |
|        | Vall-llobrega                     | Cercs    | masia        | Estil: arquitectura popular              | 42° 09′ 16″ N, 1° 49′ 51″ E / 42.154313°N,1.830866°E | bé cultural d'interès local                | Vall-llobrega (Cercs) | Modifica les dades a Wikidata |
|        | Vila-rasa                         | Cercs    | masia        |                                          | 42° 05′ 43″ N, 1° 53′ 13″ E / 42.0952404511484°N,1.88706086466169°E                                                                                       |                                            |                       | Modifica les dades a Wikidata |
|        | el Casó                           | Cercs    | masia        |                                          | 42° 09′ 40″ N, 1° 51′ 33″ E / 42.1610086415699°N,1.85907202976091°E 670 msnm                                                                              |                                            | El Casó (Cercs)       | Modifica les dades a Wikidata |
|        | el Gall                           | Cercs    | masia        | Estil: arquitectura popular              | 42° 07′ 45″ N, 1° 51′ 56″ E / 42.129163°N,1.865448°E ca:Situada a la part central del municipi, al peu de la carretera C-16, propera al túnel de Cercs.   | bé cultural d'interès local                |                       | Modifica les dades a Wikidata |
|        | el Gall Vell                      | Cercs    | masia        |                                          | 42° 08′ 40″ N, 1° 52′ 08″ E / 42.1445340310664°N,1.86885580373694°E                                                                                       |                                            |                       | Modifica les dades a Wikidata |
|        | el Palou                          | Cercs    | masia        | Estil: arquitectura popular              | 42° 09′ 05″ N, 1° 50′ 34″ E / 42.1513°N,1.842892°E ca:A l'oest del nucli de Sant Jordi, agafar la pista que surt de l'ermita cap el coll de Palou.        | bé cultural d'interès local                |                       | Modifica les dades a Wikidata |
|        | el Puig                           | Cercs    | masia        |                                          | 42° 08′ 39″ N, 1° 52′ 06″ E / 42.1440592242204°N,1.86819865637462°E ca:Situada a peu de l'accés al nucli de Cercs des de la C-16 en sentit nord. 669 msnm |                                            | El Puig (Cercs)       | Modifica les dades a Wikidata |
|        | el Pujol de Baix                  | Cercs    | masia        |                                          | 42° 08′ 45″ N, 1° 51′ 27″ E / 42.1458°N,1.85754°E ca:Fora del nucli de Cercs, a uns 250 metres a l'oest del nucli. Prop de Cal Conill.                    |                                            |                       | Modifica les dades a Wikidata |
|        | el Pujolet de Dalt                | Cercs    | masia        |                                          | 42° 08′ 43″ N, 1° 50′ 56″ E / 42.1453000342385°N,1.84898269848214°E                                                                                       |                                            |                       | Modifica les dades a Wikidata |
|        | el Quer                           | Cercs    | masia        | Estil: arquitectura popular              | 42° 10′ 43″ N, 1° 50′ 50″ E / 42.178569°N,1.84716°E | bé cultural d'interès local                |                       | Modifica les dades a Wikidata |
|        | el Serrat del Gall                | Cercs    | masia        | Estil: arquitectura popular              | 42° 07′ 46″ N, 1° 51′ 35″ E / 42.12951°N,1.859598°E | bé cultural d'interès local                |                       | Modifica les dades a Wikidata |
|        | l'Erola                           | Cercs    | masia        |                                          | 42° 09′ 13″ N, 1° 49′ 16″ E / 42.153558345543°N,1.8211841283066°E                                                                                         |                                            |                       | Modifica les dades a Wikidata |
|        | l'Estany                          | Cercs    | masia        | Estil: arquitectura popular              | 42° 08′ 00″ N, 1° 48′ 33″ E / 42.133196°N,1.809263°E ca:A l'extrem sud del Pla de l'Estany, a la capçalera de la vall del torrent de les Garrigues.       | bé cultural d'interès local                |                       | Modifica les dades a Wikidata |
|        | la Balma                          | Cercs    | masia        | Estil: arquitectura popular              | 42° 08′ 33″ N, 1° 50′ 40″ E / 42.142453°N,1.844324°E | bé cultural d'interès local                |                       | Modifica les dades a Wikidata |
|        | la Casanova de Sargantana         | Cercs    | masia        |                                          | 42° 09′ 59″ N, 1° 51′ 19″ E / 42.1664656467439°N,1.85537846158505°E                                                                                       |                                            |                       | Modifica les dades a Wikidata |
|        | la Consolació                     | Cercs    | masia        |                                          | 42° 11′ 01″ N, 1° 51′ 40″ E / 42.183598373314°N,1.86109990387945°E                                                                                        |                                            |                       | Modifica les dades a Wikidata |
|        | la Costa                          | Cercs    | masia        | Estil: arquitectura popular              | 42° 11′ 33″ N, 1° 51′ 04″ E / 42.192452°N,1.851195°E ca:A l'extrem nord del municipi, a la zona de Sant Corneli                                           | bé cultural d'interès local                |                       | Modifica les dades a Wikidata |
|        | la Covil                          | Cercs    | masia        |                                          | 42° 06′ 46″ N, 1° 54′ 18″ E / 42.1127682052201°N,1.90499482127204°E                                                                                       |                                            |                       | Modifica les dades a Wikidata |
|        | la Mina                           | Cercs    | masia        |                                          | 42° 08′ 53″ N, 1° 51′ 57″ E / 42.1479995326867°N,1.86592579379535°E                                                                                       |                                            |                       | Modifica les dades a Wikidata |
|        | la Mussolera                      | Cercs    | masia        | Estil: arquitectura popular              | 42° 07′ 11″ N, 1° 51′ 07″ E / 42.119706°N,1.851826°E ca:Al peu de la ctra. 1411a, a uns 1,60 km des del trencall amb la BP-4654                           | bé cultural d'interès local                |                       | Modifica les dades a Wikidata |
|        | la Palanca                        | Cercs    | masia        | Estil: arquitectura popular              | 42° 06′ 32″ N, 1° 52′ 25″ E / 42.10883°N,1.873557°E ca:Al sud del terme municipal, a la zona de Pedret, molt a prop del nucli de Berga.                   | bé cultural d'interès local                |                       | Modifica les dades a Wikidata |
|        | la Peirota                        | Cercs    | masia        | Estil: arquitectura popular 18th century | 42° 06′ 08″ N, 1° 53′ 09″ E / 42.102195°N,1.885847°E ca:A la part sud del terme municipal, a l'àrea de Pedret, al llindar del municipi de Berga.          | bé cultural d'interès local                |                       | Modifica les dades a Wikidata |
|        | la Plana                          | Cercs    | masia        |                                          | 42° 10′ 06″ N, 1° 51′ 37″ E / 42.1683076970701°N,1.86038152843048°E                                                                                       |                                            |                       | Modifica les dades a Wikidata |
|        | la Tossa                          | Cercs    | masia        |                                          | 42° 07′ 29″ N, 1° 51′ 22″ E / 42.1247834151915°N,1.85615334074004°E                                                                                       |                                            |                       | Modifica les dades a Wikidata |
|        | la Vintrosa                       | Cercs    | masia        | Estil: arquitectura popular              | 42° 09′ 07″ N, 1° 50′ 48″ E / 42.15198°N,1.84672°E ca:A l'oest del nucli de Sant Jordi de Cercs, entre l'ermita de Sant Jordi i el coll de Palou.         | bé cultural d'interès local                | La Vintrosa (Cercs)   | Modifica les dades a Wikidata |
|        | la Vitarella                      | Cercs    | masia        | Estil: arquitectura popular              | 42° 07′ 58″ N, 1° 52′ 54″ E / 42.132802°N,1.881597°E ca:A la banda est del pantà de la Baells, a la confluència de la Riera de Merdançol amb el pantà.    | bé cultural d'interès local                |                       | Modifica les dades a Wikidata |

## mina
| imatge | Nom                                                         | Ubicat a | instància de | Detalls                     | coordenades                                                       | Protecció                   | Commons (més fotos) | Dades a WD                    |
| ------ | ----------------------------------------------------------- | -------- | ------------ | --------------------------- | ----------------------------------------------------------------- | --------------------------- | ------------------- | ----------------------------- |
|        | antigues instal·lacions mineres, Sant Josep i la Consolació | Cercs    | mina         | Estil: arquitectura popular | 42° 10′ 54″ N, 1° 51′ 43″ E / 42.181758°N,1.861893°E              | bé cultural d'interès local |                     | Modifica les dades a Wikidata |
|        | mines de Fígols                                             | Cercs    | mina         | 1924                        | 42° 11′ 00″ N, 1° 51′ 10″ E / 42.183333333333°N,1.8527777777778°E |                             | Mines de Fígols     | Modifica les dades a Wikidata |

## molí d'aigua
| imatge | Nom                | Ubicat a | instància de | Detalls      | coordenades | Protecció | Commons (més fotos)   | Dades a WD                    |
| ------ | ------------------ | -------- | ------------ | ------------ | --- | --------- | --------------------- | ----------------------------- |
|        | Molí d'En Nin      | Cercs    | molí d'aigua |              | 42° 06′ 57″ N, 1° 51′ 25″ E / 42.115737°N,1.857008°E 695 msnm                                                                                     |           | Molí d'En Nin (Cercs) | Modifica les dades a Wikidata |
|        | Molí d'en Ponça    | Cercs    | molí d'aigua |              | 42° 07′ 00″ N, 1° 51′ 14″ E / 42.1167535133381°N,1.8538179642811°E                                                                                |           |                       | Modifica les dades a Wikidata |
|        | Molí de Pedret     | Cercs    | molí d'aigua |              | 42° 06′ 18″ N, 1° 52′ 53″ E / 42.1050922305024°N,1.88138559916864°E                                                                               |           |                       | Modifica les dades a Wikidata |
|        | Molí de l'Andreuet | Cercs    | molí d'aigua | 18th century | 42° 08′ 40″ N, 1° 51′ 02″ E / 42.144531675654°N,1.85049725370008°E ca:Al peu del torrent de les Garrigues, a la zona central del terme municipal. |           |                       | Modifica les dades a Wikidata |

## muntanya
| imatge | Nom                  | Ubicat a                | instància de | Detalls | coordenades                                                                         | Protecció | Commons (més fotos) | Dades a WD                    |
| ------ | -------------------- | ----------------------- | ------------ | ------- | ----------------------------------------------------------------------------------- | --------- | ------------------- | ----------------------------- |
|        | Rasos de Baix        | Castellar del Riu Cercs | muntanya     |         | 42° 08′ 13″ N, 1° 46′ 50″ E / 42.137°N,1.78042°E Rasos de Peguera 2058 msnm         |           | Rasos de Baix       | Modifica les dades a Wikidata |
|        | Roca Roja            | Cercs                   | muntanya     |         | 42° 06′ 51″ N, 1° 53′ 24″ E / 42.1142°N,1.88997°E 827.4 msnm                        |           |                     | Modifica les dades a Wikidata |
|        | Serrat de Picancel   | Olvan Cercs la Quar     | muntanya     |         | 42° 05′ 45″ N, 1° 54′ 30″ E / 42.095783°N,1.908241°E 963 msnm                       |           |                     | Modifica les dades a Wikidata |
|        | Tossal Rodó          | Cercs                   | muntanya     |         | 42° 08′ 11″ N, 1° 51′ 22″ E / 42.1364°N,1.85614°E 1050 msnm                         |           |                     | Modifica les dades a Wikidata |
|        | Tossal de la Guàrdia | Cercs                   | muntanya     |         | 42° 07′ 59″ N, 1° 50′ 51″ E / 42.133°N,1.84742°E 1264.3 msnm                        |           |                     | Modifica les dades a Wikidata |
|        | el Castellot         | Cercs                   | muntanya     |         | 42° 07′ 14″ N, 1° 53′ 20″ E / 42.12052778°N,1.88891667°E 890.7 msnm                 |           |                     | Modifica les dades a Wikidata |
|        | el Pedró             | Cercs Fígols            | muntanya     |         | 42° 08′ 50″ N, 1° 46′ 44″ E / 42.14727778°N,1.77880556°E Rasos de Peguera 2080 msnm |           | El Pedró (Cercs)    | Modifica les dades a Wikidata |
|        | la Tossella          | Cercs                   | muntanya     |         | 42° 09′ 37″ N, 1° 50′ 05″ E / 42.1603°N,1.83486°E 1455.8 msnm                       |           |                     | Modifica les dades a Wikidata |

## nucli de població
| imatge | Nom                         | Ubicat a | instància de      | Detalls | coordenades                                                       | Protecció | Commons (més fotos)                 | Dades a WD                    |
| ------ | --------------------------- | -------- | ----------------- | ------- | ----------------------------------------------------------------- | --------- | ----------------------------------- | ----------------------------- |
|        | Sant Salvador de la Vedella | Cercs    | nucli de població |         | 42° 10′ 10″ N, 1° 51′ 41″ E / 42.169336111111°N,1.8613833333333°E |           | Sant Salvador de la Vedella (nucli) | Modifica les dades a Wikidata |
|        | el Puig                     | Cercs    | nucli de població |         | 42° 08′ 36″ N, 1° 51′ 58″ E / 42.143204213693°N,1.866151913526°E  |           |                                     | Modifica les dades a Wikidata |

## polígon industrial
| imatge | Nom                              | Ubicat a | instància de       | Detalls | coordenades                                                         | Protecció | Commons (més fotos) | Dades a WD                    |
| ------ | -------------------------------- | -------- | ------------------ | ------- | ------------------------------------------------------------------- | --------- | ------------------- | ----------------------------- |
|        | Centre d'empreses de Cercs (CEC) | Cercs    | polígon industrial |         | 42° 10′ 23″ N, 1° 51′ 37″ E / 42.1731081171105°N,1.86039220373848°E |           |                     | Modifica les dades a Wikidata |
|        | Tallers de Fígols                | Cercs    | polígon industrial |         | 42° 10′ 55″ N, 1° 51′ 43″ E / 42.1818334780367°N,1.86203975792035°E |           |                     | Modifica les dades a Wikidata |

## pont
| imatge | Nom                                 | Ubicat a | instància de                    | Detalls                                                                                   | coordenades | Protecció                                  | Commons (més fotos)                | Dades a WD                    |
| ------ | ----------------------------------- | -------- | ------------------------------- | ----------------------------------------------------------------------------------------- | --- | ------------------------------------------ | ---------------------------------- | ----------------------------- |
|        | Passarel·la dels Pescadors          | Cercs    | pont                            | Travessa: Llobregat                                                                       | 42° 06′ 41″ N, 1° 52′ 56″ E / 42.1112961217511°N,1.88215948914177°E |                                            |                                    | Modifica les dades a Wikidata |
|        | Pont de Pedret                      | Cercs    | pont                            | Estil: arquitectura gòtica 15th century Travessa: Llobregat Estat: bon estat Llarg: 60.3m | 42° 06′ 22″ N, 1° 52′ 49″ E / 42.1062°N,1.88027°E | bé cultural d'interès local                | Pont de Pedret                     | Modifica les dades a Wikidata |
|        | Pont de Rabentí                     | Cercs    | pont                            | Estil: arquitectura romànica                                                              | 42° 08′ 44″ N, 1° 51′ 39″ E / 42.14566°N,1.86075°E | bé cultural d'interès local                | Restes del pont de Rabentí (Cercs) | Modifica les dades a Wikidata |
|        | Pont de ferro de la Baells          | Cercs    | pont                            | 20th century                                                                              | 42° 06′ 42″ N, 1° 52′ 54″ E / 42.11161°N,1.88171°E ca:Al riu Llobregat, entorn a 610 metres al nord del pont de Pedret.                                                |                                            |                                    | Modifica les dades a Wikidata |
|        | Pont de la Baells                   | Cercs    | pont viaducte pont de carretera | Travessa: Llobregat pantà de la Baells Hi passa: C-26 Llum: 44m Alt: 100m                 | 42° 07′ 38″ N, 1° 53′ 01″ E / 42.1271355106148°N,1.88373212233116°E |                                            | Pont de la Baells                  | Modifica les dades a Wikidata |
|        | Pont de la Consolació               | Cercs    | pont                            | Estil: arquitectura popular                                                               | 42° 10′ 50″ N, 1° 51′ 47″ E / 42.18049°N,1.86306°E ca:A la zona de la Consolació, a la part baixa prop del riu Llobregat. 640 msnm                                     | bé integrant del patrimoni cultural català | Pont de la Consolació              | Modifica les dades a Wikidata |
|        | Pont de la Parròquia                | Cercs    | pont                            | Estil: arquitectura popular                                                               | | bé integrant del patrimoni cultural català |                                    | Modifica les dades a Wikidata |
|        | Pont del Far                        | Cercs    | pont                            | Estil: arquitectura romànica arquitectura gòtica Travessa: Llobregat Estat: restaurat     | 42° 10′ 59″ N, 1° 52′ 00″ E / 42.18311111111111°N,1.8665555555555555°E                                                                                                 | bé cultural d'interès local                | Pont del Far                       | Modifica les dades a Wikidata |
|        | Pont del Tagastet o del Nin         | Cercs    | pont                            | Estat: malmès                                                                             | 42° 06′ 57″ N, 1° 51′ 27″ E / 42.11582°N,1.85748°E ca:a la part sud del municipi, al límit amb el terme de Berga.                                                      |                                            |                                    | Modifica les dades a Wikidata |
|        | Pont del tramvia de sang            | Cercs    | pont                            | 19th century Estat: bon estat                                                             | 42° 08′ 50″ N, 1° 50′ 59″ E / 42.14724°N,1.8497°E ca:A la part central del terme municipal. A les afores de Sant Jordi.                                                |                                            |                                    | Modifica les dades a Wikidata |
|        | Pontarró de Fontollera              | Cercs    | pont font                       | 20th century Estat: bon estat                                                             | 42° 06′ 21″ N, 1° 52′ 48″ E / 42.10581°N,1.8799°E ca:Ala part sud del municipi, a la zona de Pedret.                                                                   |                                            |                                    | Modifica les dades a Wikidata |
|        | aqüeducte de Freixa                 | Cercs    | pont aqüeducte                  | 1894 Hi passa: Canal Industrial de Berga Estat: bon estat Llarg: 80m Llum: 6m Alt: 22m    | 42° 08′ 52″ N, 1° 51′ 22″ E / 42.14766332560302°N,1.8560081720352173°E ca:Al torrent de Peguera, a pocs metres al nord-oest del poble de Cercs i al sud de Sant Jordi. |                                            |                                    | Modifica les dades a Wikidata |
|        | pont de Ca l'Estragués              | Cercs    | pont                            | 1925 20th century Travessa: Llobregat Estat: submergit malmès Llum: 14m                   | 42° 09′ 41″ N, 1° 51′ 45″ E / 42.161334°N,1.862518°E pantà de la Baells                                                                                                |                                            |                                    | Modifica les dades a Wikidata |
|        | pont de Miralles                    | Cercs    | pont                            | Estil: arquitectura popular 19th century Travessa: Llobregat                              | 42° 07′ 32″ N, 1° 52′ 49″ E / 42.125547°N,1.880194°E ca:Sota les aigües del pantà de la Baells                                                                         | bé integrant del patrimoni cultural català | Pont de Miralles                   | Modifica les dades a Wikidata |
|        | pont de Sant Salvador de la Vedella | Cercs    | pont                            | 1925 20th century Travessa: Llobregat Estat: submergit malmès Llum: 14m                   | 42° 10′ 11″ N, 1° 51′ 38″ E / 42.169668°N,1.860604°E pantà de la Baells                                                                                                |                                            |                                    | Modifica les dades a Wikidata |

## safareig
| imatge | Nom                             | Ubicat a | instància de | Detalls                                  | coordenades | Protecció                   | Commons (més fotos)              | Dades a WD                    |
| ------ | ------------------------------- | -------- | ------------ | ---------------------------------------- | --- | --------------------------- | -------------------------------- | ----------------------------- |
|        | Safareig de Sant Corneli        | Cercs    | safareig     | Estil: arquitectura popular              | 42° 11′ 02″ N, 1° 51′ 07″ E / 42.183932°N,1.852027°E                                                                                       | bé cultural d'interès local | Safareig de Sant Corneli (Cercs) | Modifica les dades a Wikidata |
|        | Safareig de la Font Gran        | Cercs    | safareig     | Estil: arquitectura popular 20th century | 42° 08′ 44″ N, 1° 51′ 35″ E / 42.145502°N,1.859723°E ca:Al nucli de Cercs, al peu del torrent de les Garrigues i de la carretera de Ribes. | bé cultural d'interès local | Safareig de la Font Gran (Cercs) | Modifica les dades a Wikidata |
|        | Safareig del Torrent de Peguera | Cercs    | safareig     | Estil: arquitectura popular              | 42° 08′ 46″ N, 1° 51′ 36″ E / 42.146045°N,1.859955°E                                                                                       | bé cultural d'interès local |                                  | Modifica les dades a Wikidata |
|        | Safareig del carrer de la Costa | Cercs    | safareig     | Estil: arquitectura popular              | 42° 08′ 51″ N, 1° 51′ 40″ E / 42.147516°N,1.861163°E                                                                                       | bé cultural d'interès local |                                  | Modifica les dades a Wikidata |

## serra
| imatge | Nom                     | Ubicat a                      | instància de | Detalls | coordenades                                                         | Protecció | Commons (més fotos)     | Dades a WD                    |
| ------ | ----------------------- | ----------------------------- | ------------ | ------- | ------------------------------------------------------------------- | --------- | ----------------------- | ----------------------------- |
|        | Carbonís                | Cercs                         | serra        |         | 42° 09′ 29″ N, 1° 50′ 28″ E / 42.158°N,1.84121°E 1455.8 msnm        |           |                         | Modifica les dades a Wikidata |
|        | Serrat de la Figuerassa | Berga Castellar del Riu Cercs | serra        |         | 42° 07′ 18″ N, 1° 49′ 24″ E / 42.1217°N,1.82325°E 1493 msnm         |           | Serrat de la Figuerassa | Modifica les dades a Wikidata |
|        | Serrat del Gall (Cercs) | Cercs                         | serra        |         | 42° 08′ 00″ N, 1° 51′ 27″ E / 42.1334°N,1.85761°E 1264 1264.3 msnm  |           |                         | Modifica les dades a Wikidata |
|        | serra de Montsent       | Cercs Olvan                   | serra        |         | 42° 05′ 31″ N, 1° 53′ 35″ E / 42.09186111°N,1.89291667°E 894.4 msnm |           |                         | Modifica les dades a Wikidata |
|        | serra de la Covil       | Cercs Vilada                  | serra        |         | 42° 06′ 56″ N, 1° 54′ 12″ E / 42.1155°N,1.90328°E 932.6 msnm        |           |                         | Modifica les dades a Wikidata |
|        | serrat de les Estelles  | Cercs                         | serra        |         | 42° 08′ 22″ N, 1° 47′ 57″ E / 42.1395°N,1.79914°E 1952.2 msnm       |           |                         | Modifica les dades a Wikidata |

## àrea protegida
| imatge | Nom                                 | Ubicat a                                                      | instància de                                                          | Detalls                       | coordenades                                                   | Protecció | Commons (més fotos)                 | Dades a WD                    |
| ------ | ----------------------------------- | ------------------------------------------------------------- | --------------------------------------------------------------------- | ----------------------------- | ------------------------------------------------------------- | --------- | ----------------------------------- | ----------------------------- |
|        | Serra d'Ensija-els Rasos de Peguera | Castellar del Riu Cercs Fígols Vallcebre Saldes Gósol Guixers | àrea protegida espai d'interès natural Pla d'Espais d'Interès Natural | 1992 Superfície: 4341.55981ha | 42° 11′ N, 1° 44′ E / 42.19°N,1.74°E                          |           | Serra d'Ensija-els Rasos de Peguera | Modifica les dades a Wikidata |
|        | serra de Picancel                   | la Quar Cercs Vilada                                          | àrea protegida serralada Pla d'Espais d'Interès Natural               | 1992 Superfície: 2276.28855ha | 42° 06′ 54″ N, 1° 56′ 20″ E / 42.1149°N,1.93881°E 1172.1 msnm |           | Serra de Picancel                   | Modifica les dades a Wikidata |

## Misc
| imatge | Nom                                                  | Ubicat a                                                                          | instància de                               | Detalls | coordenades | Protecció                                  | Commons (més fotos)                     | Dades a WD                    |
| ------ | ---------------------------------------------------- | --------------------------------------------------------------------------------- | ------------------------------------------ | --- | --- | ------------------------------------------ | --------------------------------------- | ----------------------------- |
|        | Balma Negra                                          | Cercs                                                                             | abric rocós                                | | 42° 03′ 09″ N, 1° 55′ 53″ E / 42.0524312557333°N,1.93139710767736°E                                                                                                 |                                            |                                         | Modifica les dades a Wikidata |
|        | Canal Industrial de Berga                            | Berga Cercs Guardiola de Berguedà                                                 | canal                                      | 1880s Llarg: 20.02km Ample: 3m | 42° 06′ 09″ N, 1° 51′ 08″ E / 42.102434°N,1.852093°E ca:Marge dret del riu Llobregat, entre el pont vell de Guardiola de Berguedà i la Colònia Rosal. Berga i Cercs | bé cultural d'interès local                | Canal Industrial de Berga               | Modifica les dades a Wikidata |
|        | Central tèrmica de Cercs                             | Cercs                                                                             | central tèrmica                            | | 42° 10′ 24″ N, 1° 51′ 31″ E / 42.173451°N,1.85857°E |                                            | Central tèrmica de cercs                | Modifica les dades a Wikidata |
|        | Colònia Carme                                        | Cercs                                                                             | antic assentament colònia industrial       | 1920s Estat: enderrocat o destruït                                                                                                 | 42° 10′ 09″ N, 1° 51′ 34″ E / 42.169145°N,1.859565°E | bé integrant del patrimoni cultural català |                                         | Modifica les dades a Wikidata |
|        | Conjunt de pous de glaç del Torrent de les Garrigues | Cercs                                                                             | pou de neu                                 | | | bé cultural d'interès local                |                                         | Modifica les dades a Wikidata |
|        | Estany de Cercs                                      | Cercs                                                                             | zona humida                                | Superfície: 10.36ha | 42° 08′ 18″ N, 1° 48′ 39″ E / 42.1384°N,1.8109°E |                                            |                                         | Modifica les dades a Wikidata |
|        | Llobregat                                            | Catalunya província de Barcelona Catalunya Central Àmbit Metropolità de Barcelona | riu                                        | Desemboca: mar Mediterrània Llarg: 175km Conca: 4948.3km²                                                                          | 42° 16′ 57″ N, 2° 00′ 46″ E / 42.282412°N,2.012826°E 41° 18′ 08″ N, 2° 07′ 55″ E / 41.302248°N,2.131948°E                                                           |                                            | Llobregat                               | Modifica les dades a Wikidata |
|        | Locomotora S.M.D.F i vagonetes                       | Cercs                                                                             | mobiliari urbà                             | 20th century | 42° 08′ 55″ N, 1° 51′ 40″ E / 42.14848°N,1.86106°E ca:Davant el c/ Cap de Costa, 33. 08698 Sant Jordi, Cercs.                                                       |                                            |                                         | Modifica les dades a Wikidata |
|        | Museu de les Mines de Cercs                          | Cercs                                                                             | museu                                      | 1999 | 42° 11′ 00″ N, 1° 51′ 10″ E / 42.18333333°N,1.85277778°E | bé cultural d'interès local                | Cercs Mining Museum                     | Modifica les dades a Wikidata |
|        | Nucli antic del Pont de Rabentí                      | Cercs                                                                             | centre històric nucli de població          | Estil: arquitectura popular | 42° 08′ 49″ N, 1° 51′ 33″ E / 42.146809°N,1.85913°E | bé cultural d'interès local                | Pont de Rabentí (nucli)                 | Modifica les dades a Wikidata |
|        | Rasos de Peguera                                     | Berga Cercs Fígols Montmajor Castellar del Riu                                    | serralada                                  | | 42° 08′ 32″ N, 1° 45′ 45″ E / 42.14222222°N,1.7625°E 2081 msnm |                                            | Rasos de Peguera                        | Modifica les dades a Wikidata |
|        | Sant Salvador de Sant Jordi                          | Cercs                                                                             | església parroquial                        | | 42° 09′ 08″ N, 1° 51′ 20″ E / 42.15222222222222°N,1.8556944444444443°E Sant Jordi de Cercs                                                                          |                                            |                                         | Modifica les dades a Wikidata |
|        | Sant Salvador de la Vedella                          | Cercs                                                                             | monestir                                   | Estil: arquitectura romànica 9th century Dedicat a: Jesús de Natzaret                                                              | 42° 10′ 09″ N, 1° 51′ 45″ E / 42.1692°N,1.86251°E ca:Al pantà de la Baells                                                                                          | bé cultural d'interès local                | Monestir de Sant Salvador de la Vedella | Modifica les dades a Wikidata |
|        | Túnel de la Comassa                                  | Cercs                                                                             | túnel                                      | Hi passa: C-16 | 42° 08′ 11″ N, 1° 51′ 48″ E / 42.1363206658953°N,1.86342373420069°E                                                                                                 |                                            |                                         | Modifica les dades a Wikidata |
|        | aqüeducte del torrent de les Garrigues               | Cercs                                                                             | aqüeducte pont                             | 1896 Hi passa: Canal Industrial de Berga Estat: bon estat Llum: 20m Alt: 30m                                                       | 42° 08′ 43″ N, 1° 51′ 24″ E / 42.14529282509467°N,1.8567323684692385°E ca:Al torrent de les Garrigues, a pocs metres al sud-oest del poble de Cercs.                |                                            |                                         | Modifica les dades a Wikidata |
|        | capella del carrer del Cap de la Costa               | Cercs                                                                             | element arquitectònic capella              | 20th century | 42° 08′ 52″ N, 1° 51′ 43″ E / 42.1479°N,1.86202°E ca:c/ del Cap de la Costa, núm. 11. 08698 Cercs                                                                   |                                            |                                         | Modifica les dades a Wikidata |
|        | casa consistorial de Cercs                           | Cercs                                                                             | casa consistorial                          | | 42° 08′ 46″ N, 1° 51′ 43″ E / 42.1460287°N,1.8620152°E |                                            |                                         | Modifica les dades a Wikidata |
|        | central tèrmica de Fígols                            | Cercs                                                                             | lignite-fired power station                | 1920s | 42° 10′ 34″ N, 1° 51′ 37″ E / 42.176047222222°N,1.8601805555556°E ca:Al peu de la carretera C-16, entre els punts km 107 i 108                                      |                                            |                                         | Modifica les dades a Wikidata |
|        | creu de Palou                                        | Cercs                                                                             | creu monumental                            | | 42° 09′ 04″ N, 1° 50′ 23″ E / 42.1512134602278°N,1.83967714286962°E                                                                                                 |                                            |                                         | Modifica les dades a Wikidata |
|        | la Baells                                            | Cercs                                                                             | antic municipi d'Espanya nucli de població | | 42° 08′ 03″ N, 1° 52′ 29″ E / 42.134058333333336°N,1.8746972222222225°E                                                                                             |                                            |                                         | Modifica les dades a Wikidata |
|        | pantà de la Baells                                   | Berguedà Cercs la Quar Vilada                                                     | embassament                                | Superfície: 364.7ha Volum: 109000hm³ Conca: 535km²                                                                                 | 42° 07′ 19″ N, 1° 52′ 42″ E / 42.12193333°N,1.87835°E |                                            | Pantà de la Baells                      | Modifica les dades a Wikidata |
|        | pont de la Peirota                                   | Cercs                                                                             | pont ferroviari pont                       | 1890 1902 19th century Travessa: Llobregat Hi passa: línia Manresa-Berga-Guardiola Estat: restaurat bon estat Llarg: 58m Llum: 14m | 42° 06′ 02″ N, 1° 53′ 20″ E / 42.10066233728434°N,1.8889671564102175°E ca:Al riu Llobregat, entorn a 1 km al sud del pont de Pedret.                                |                                            |                                         | Modifica les dades a Wikidata |
|        | riera de Metge                                       | Castellar del Riu Berga Cercs                                                     | curs d'aigua                               | Desemboca: Llobregat | 42° 06′ 26″ N, 1° 47′ 13″ E / 42.10728°N,1.786956°E 42° 07′ 02″ N, 1° 52′ 48″ E / 42.117124°N,1.880125°E                                                            |                                            | Riera de Metge                          | Modifica les dades a Wikidata |
|        | viaducte de Cercs                                    | Cercs                                                                             | pont de carretera                          | 1984 Travessa: pantà de la Baells Hi passa: C-16 E09 Llarg: 277m Llum: 30.7m                                                       | 42° 08′ 43″ N, 1° 51′ 45″ E / 42.14517747968458°N,1.8625259399414065°E                                                                                              |                                            |                                         | Modifica les dades a Wikidata |